# دارل إيمهوف
دارل إيمهوف (بالإنجليزية: Darrall Imhoff)‏ (مواليد 11 أكتوبر 1938 في سان غابريل - 30 يونيو 2017)، هو لاعب كرة سلة أمريكي سابق بدأ مسيرته الاحترافية في سنة 1960. يبلغ طوله 6 قدم 10 بوصة (2.1 م). شارك في مسابقة كرة السلة في الألعاب الأولمبية الصيفية. اعتزل اللعب في 1972.

## فرق لعب لها
- نيويورك نيكس
- ديترويت بيستونز
- لوس أنجلوس ليكرز
- فيلادلفيا سفنتي سيكسرز
- سكرامنتو كينغز
- بورتلاند ترايل بلايزرز

## الميداليات
| الميدالية | المسابقة                       |
| --------- | ------------------------------ |
| ذهبية     | الألعاب الأولمبية الصيفية 1960 |

## روابط خارجية
- دارل إيمهوف على موقع الاتحاد الدولي لكرة السلة (الإنجليزية)
- دارل إيمهوف على موقع إن بي أي (الإنجليزية)
- دارل إيمهوف على موقع سبورتس رفرنس (الإنجليزية)
- دارل إيمهوف على موقع كلية كرة السلة في سبورتس رفرنس.كوم (الإنجليزية)
- دارل إيمهوف على موقع ريلجم (الإنجليزية)
- دارل إيمهوف على موقع بروبوليرز (الإنجليزية)
- دارل إيمهوف على موقع سبورتس رفرنس (الإنجليزية)
- دارل إيمهوف على موقع أوليمبيديا (الإنجليزية)